# Antoine Reinartz

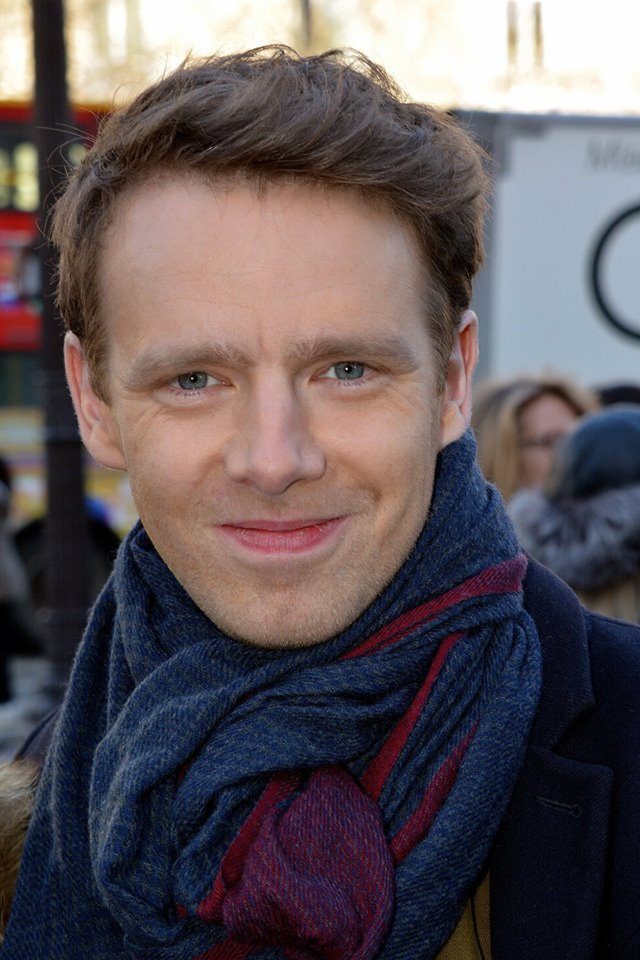
Antoine Reinartz 2018

Antoine Reinartz (* 1985 in Essey-lès-Nancy) ist ein französischer Filmschauspieler.

## Leben
Reinartz wuchs mit vier Brüdern und einer Schwester in Nomeny auf, wo seine Eltern als Tierärzte arbeiteten. Er interessierte sich bereits früh für das Theater, spielte am Lycée Chopin in verschiedenen Stücken mit und besuchte das auf Tanz, Musik und Schauspiel spezialisierte Conservatoire à rayonnement régional du Grand Nancy. Nach Ende der Schulzeit absolvierte er ein Masterstudium im Solidaritätsmanagement. Er reiste viel und lebte eine Zeitlang in den USA und Japan, bevor er nach Frankreich zurückkehrte und sich ab 2008 erneut dem Theater widmete. Er besuchte Kurse am Studio-théâtre in Asnières-sur-Seine und in der Manufacture in Lausanne und studierte schließlich bis 2014 am Conservatoire national supérieur d’art dramatique Schauspiel. Seit 2012 ist Reinartz Mitglied der Theatergruppe Collectif 49 701. Er stand von 2014 bis 2018 im Theaterstück Les trois mousquetaires – La série auf der Bühne, wobei er überwiegend die Rolle von König Louis XIII. innehatte.
Reinartz gab 2014 in Anne Brouillets Kurzfilm Trou sein professionelles Leinwanddebüt, nachdem er bereits während des Studiums 2011 in Cécile Paysants Kurzfilm Bubble Gum zu sehen war. Im Jahr 2015 spielte er die Nebenrolle des Max in Tommy Webers Spielfilm Quand je ne dors pas. Seinen Durchbruch als Schauspieler hatte Reinartz 2017 in Robin Campillos Filmdrama 120 BPM, das auf den Internationalen Filmfestspielen von Cannes 2017 uraufgeführt wurde. Für seine Darstellung des Thibault wurde er 2018 mit dem César als Bester Nebendarsteller ausgezeichnet.
Mit For the Record, einem Kurzfilm über das Leben der amerikanischen Fotografin Darcy Padilla, veröffentlichte Reinartz 2016 sein Regiedebüt.

## Filmografie (Auswahl)
als Schauspieler
- 2014: Trou (Kurzfilm)
- 2015: Quand je ne dors pas
- 2016: Les malheurs de Sophie
- 2017: 120 BPM (120 battements par minute)
- 2017: Nous sommes jeunes et nos jours sont longs
- 2018: Der Glanz der Unsichtbaren (Les invisibles)
- 2018: Zwischen den Zeilen (Doubles vies)
- 2018: Ad Vitam (Fernsehserie, 1 Folge)
- 2019: Im Schatten von Roubaix (Roubaix, une lumière)
- 2019: La vie scolaire – Schulalltag (La vie scolaire)
- 2019: Alice oder Die Bescheidenheit (Alice et le maire)
- 2019: Dann schlaf auch du (Chanson douce)
- 2021: Nona und ihre Töchter (Nona et ses filles, Fernsehserie, 9 Episoden)
- 2022: Les damnés ne pleurent pas
- 2022: Irma Vep (Fernsehserie)
- 2023: Anatomie eines Falls (Anatomie d’une chute)
- 2023: Tapie (Miniserie)
- 2025: Love Me Tender

als Regisseur
- 2016: For the Record

## Theaterrollen
- 2014: Alexandre Dumas – Les trois mousquetaires – La série, Folge 1–3, Regie: Clara Hedouin, Jade Herbulot, verschiedene Freiluftaufführungen, u. a. in Paris
- 2015: Andrei Feraru, Tatiana Olear – Remulus, Regie: Camille Pawlotsky, Piccolo Teatro, Mailand[5]
- 2015: Annika Nyman – Six efter René Polleschs SEX nach Mae West, Regie: Annika Nyman, Inter Arts Center, Malmö
- 2016: Cyril Hériard Dubreuil – Déchirements, Regie: Cyril Hériard Dubreuil, Le Colombier, Bagnolet u. a.
- 2016: David Greig – Les événements, Regie: Ramin Gray, Théâtre de la Manufacture, Nancy
- 2017: La famille royale nach William T. Vollmanns The Royal Family, Regie: Thierry Jolivet, Théâtre des Célestins, Lyon
- 2017: Voltaire – Mahomet der Prophet, Harvard University, Boston
- 2018: Alexandre Dumas – Les trois mousquetaires – La série, Folge 4–6, Regie: Clara Hedouin, Jade Herbulot, verschiedene Freiluftaufführungen, u. a. in Paris
- 2021: Tennessee Williams – Die Glasmenagerie, Regie: Ivo van Hove, Théâtre de l’Odéon

## Auszeichnungen
- 2018: César, Bester Nebendarsteller, für 120 BPM